# Ivan Buturlin

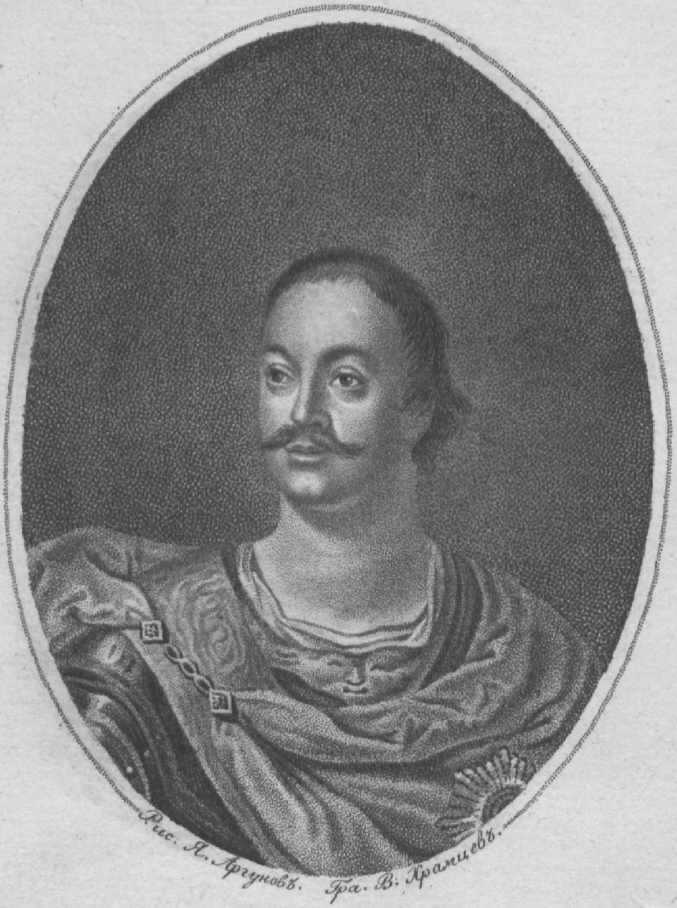
Ivan Buturlin

Ivan Buturlin, född 1661 och död 1738, var en rysk militär.
Buturlin, som var av en gammal militärsläkt, inträdde tidigt i armén, avancerade snabbt och blev 1687 premiärmajor och instruktör vid ett av Peter I:s "lekregementen", som under hans medverkan omdanades till Rysslands första moderna infanteriregemente, det ryktbara Preobrazjenskijgardet. Vid statskuppen 1689 spelade han en viss roll, och blev kort därpå överste och 1700 generalmajor. I slaget vid Narva blev han svensk fånge, försökte förgäves rymma och blev först 1710 utväxlad. 1711 försvarade han Ukraina mot Krimtatarerna, 1712 kommenderade han i Kurland och 1713-14 deltog han som generallöjtnant i finska kriget. I slaget vid Storkyro kommenderade han det ryska infanteriet, och i sjöträffningen vid Hangöudd samma år var han Apraxins närmaste man. I februari 1716 fick han befälet över en infanteristryka, som från Libau skulle föras till Köpenhamn för att delta i den planerade landstigningen i Skåne. Han avseglade i april ombord på en galäreskader till Rostock, men kom på grund av landstigningsplanens uppgivande inte att uträtta något av betydelse. 1721 blev han verklig general, och deltog i Persiska kriget 1722-23. Han stod högt i gunst hos Katarina I av Ryssland och utnämndes 1725 till senator, men efter hennes död 1727 blev han på Mensjikovs anstiftan invecklad i en högförräderiprocess, berövad nästan alla sina gods och levde i ett slags förvisning i byn Kruttsy i Vladimirska guvernementet till sin död.